# Список охраняемых природных территорий Мьянмы
Этот список охраняемых территорий Мьянмы включает в себя национальные парки, заповедники дикой природы и ботанические сады, которые были созданы с 1927 года.

## Национальные парки
- Национальный парк Alaungdaw Kathapa в регионе Сикайн, площадью 1402,8 км2 (540 кв. миль)[2]
- Национальный парк Hkakaborazi в штате Качин, площадью 3812,46 км2 (1500 кв. миль)[3]
- Национальный парк Lampi Island Marine в регионе Танинтайи, площадью 204,48 км2 (79 кв. миль)[4]
- Национальный парк Natmataung в штате Чин, площадью 713,06 км2 (280 кв. миль)[5]
- Национальный парк Popa Mountain в регионе Мандалай, площадью 128,54 км2 (50 кв. миль)[6]

## Заповедники дикой природы
- Заповедник дикой природы Bumhpa Bum в штате Качин, площадью 1854,43 км2 (720 кв. миль)[7]
- Заповедник дикой природы Chatthin в регионе Сикайн, площадью 260,07 км2 (100 кв. миль)[8]
- Заповедник дикой природы Htamanthi в регионе Сикайн, площадью 2150,73 км2 (830 кв. миль)[9]
- Заповедник дикой природы Hukaung Valley в штате Качин, площадью 6371,37 км2 (2500 кв. миль)[10] плюс расширение площадью 11 002,2 км2 (4200 кв. миль)[11]
- Заповедник на озере Индавджи в штате Качин, площадью 814,99 км2 (310 кв. миль)[12]
- Заповедник водно-болотных угодий на озере Инле в штате Шан, площадью 533,73 км2 (210 кв. миль)[13]
- Заповедник дикой природы Kahilu[14]
- Заповедник дикой природы Kyauk Pan Taung в штате Чин
- Заповедник дикой природы Kelatha в штате Мон[15]
- Заповедник дикой природы Kyaikhtiyo в штате Мон, площадью 156,21 км2 (60 кв. миль)[16]
- Охраняемая территория Loimwe в штате Шан, площадью 41,35 км2 (16 кв. миль).[17]
- Заповедник дикой природы Mahamyaing в регионе Сикайн, площадью 136,69 км2 (53 кв. миль)[18]
- Заповедник дикой природы Mein-ma-hla Kyun в регионе Иравади, площадью 500 км2 (190 кв. миль)[19]
- Заповедник дикой природы Minwuntaung в регионе Сикайн, площадью 205,88 км2 (79 кв. миль)[20]
- Заповедник дикой природы Minsontaung регионе Мандалай, площадью 22,56 км2 (8,7 кв. миль)[21]
- Заповедник водно-болотных угодий Moeyungyi в регионе Баго, площадью 103,6 км2 (40 кв. миль)[22]
- Заповедник дикой природы Moscos Islands регионе Танинтайи, площадью 49,21 км2 (19 кв. миль)[23]
- Заповедник дикой природы Mulayit в штате Карен, площадью 138,56 км2 (53 кв. миль)[24]
- Заповедник дикой природы Panlaung и Padalin Cave в штате Шан, площадью 333,8 км2 (130 кв. миль)[25]
- Охраняемая территория Parsar в штате Шан, площадью 76,53 км2 (30 кв. миль)[26]
- Заповедник дикой природы Pidaung в штате Качин, площадью 122,07 км2 (47 кв. миль)[27]
- Птичий заповедник Pyin-O-Lwin регионе Мандалай, площадью 127,25 км2 (49 кв. миль)[28]
- Заповедник слонов Rakhine Yoma в штате Ракхайн, площадью 1755,7 км2 (680 кв. миль)[29]
- Заповедник дикой природы Shwesettaw в регионе Магуэ, площадью 464,09 км2 (180 кв. миль)[30]
- Заповедник дикой природы Shwe-U-Daung
- Заповедник дикой природы Thamihla Kyun регионе Иравади, площадью 0,88 км2 (0,34 кв. миль)[31]
- Заповедник дикой природы Tanintharyi на холмах Тенассерим, площадью 1699,99 км2 (660 кв. миль)[32]
- Птичий заповедник Taunggyi на Шанском нагорье, площадью 7,27 км2 (2,8 кв. миль)[33]
- Заповедник дикой природы Wethtigan в регионе Магуэ, площадью 3,72 км2 (1,4 кв. миль)[34]

## Природные парки
- Парк Hlawga Park в северной части региона Янгон, площадью 6,23 км2 (2,4 кв. миль)[35]
- Парк слонов Myaing Hay Wun в регионе Янгон
- Национальный ботанический сад Kandawgyi в регионе Мандалай
- Лесной парк Sein Ye в регионе Баго